# Beata Bergström
Hedvig Beata Marianne Bergström, född Björkman den 13 augusti 1921 i Uddevalla, död 12 oktober 2016 i Överjärna distrikt i Södertälje kommun, var en svensk fotograf. Hon är känd för sina skådespelarporträtt och bilder från dans- och teaterföreställningar på Dramaten, Operan, Vasateatern och andra Stockholmsscener.

## Biografi
Beata Bergström studerade vid Otte Skölds målarskola i slutet av 1940-talet  och arbetade därefter något år som fotografilärling. Bergström började sin karriär som teaterfotograf när hon 1953 följde Cramérbaletten på Chat Noir i Oslo. För Dagens Nyheter fotograferade hon samma år en repetition på Dramaten av Orestien i Olof Molanders regi. Detta ledde till att teatern engagerade henne som fotograf. Hon kom att arbeta på Dramaten under 30 år och följde flera av Ingmar Bergmans uppsättningar. Bergström arbetade frilans och var under alla år verksam som fotograf för ett flertal teatrar och danskompanier.
Bergström fotografiska stil var helt ny när hon började vid Dramaten. Tidigare hade skådespelare och uppsättningar fotograferats i arrangerade tablåer, Bergström hade ett mer dokumentärt arbetssätt där hon följde pågående repetitioner och föreställningar.
Under 1990-talet fotograferade Bergström bland annat Lars Rudolfssons uppsättning av Kristina från Duvemåla på Malmö musikteater, vilket resulterade i boken Bortom en vid ocean.